# スヴァンテ・ヘンリソン
スヴァンテ・ヘンリソン（Svante Henryson、1963年10月22日 - ）は、スウェーデン出身のチェロとコントラバスのヴィルトゥオーソにしてヘヴィ・メタルとジャズ中心に活躍する世界的に名高い超絶技巧派ベーシスト、現代音楽の作曲家である。

## 略歴
スヴァンテ・ヘンリソンは、ウメオ大学の教授の父親と教務部長の母親を両親に持ち、スウェーデン北部のウメオで育つ。12歳からロック・バンドでベースを弾き始めるようになり、2年後にはジャズ・ベースも始める。ウメオ・ジャズ・フェスティヴァルでのスタン・ゲッツの演奏に感化されミュージシャンになることを決意する。一方で、エステルスンドでのロイヤル・ストックホルム・フィルハーモニー管弦楽団のコンサートをきっかけにクラシックにも興味を持つ。14歳からヘルネーサンドで2年間音楽を学んだ後、インゲスンド音楽大学とチェコのプラハ音楽院でコントラバスと作曲を学ぶ。プラハ音楽院在学中にマリス・ヤンソンスの元、オスロ・フィルハーモニー管弦楽団に楽団史上最年少で入団し、首席コントラバス奏者になる。ヨハン・バプティスト・ヴァンハルのコントラバス協奏曲でコントラバスのソリスト・デビューを果たす。1987年から1989年にかけて、ノルウェー室内管弦楽団（芸術監督はアイオナ・ブラウン）の首席コントラバス奏者を務める。1989年から1992年までヘヴィ・メタル・ギタリスト、イングヴェイ・マルムスティーンのバンドにベーシストとしてアルバム・レコーディングとツアーに参加。この頃からノルウェー室内管弦楽団首席チェリストとして活動するようになり、1991年にはベンジャミン・ブリテンの作品をリリースする。その後、クラシックのコントラバス奏者とチェリストとしての活動以外でも、ベーシストとしてジョーイ・テンペスト、グレン・ヒューズ、ライオンズ・シェア、ブレイズン・アボット、ハウス・オブ・シャキラなどのヘヴィ・メタル・ミュージシャン、スティーヴィー・ワンダー、エルヴィス・コステロ、ライアン・アダムスなどのロック／ポップス・ミュージシャン、スティーヴ・ガッド、プッテ・ウィックマンなどのジャズ・ミュージシャンに至るまであらゆるジャンルで活躍する。

## 作品
(selected)

### オーケストラ曲
- チェロとオーケストラのためのレガティシモ (1996)
- チェロとオーケストラのための協奏曲ソングス・フロム・ザ・ミルキー・ウェイ (1997)
- チェロと弦楽オーケストラのためのモーメント (2003)
- エレクトリック・ベースとオーケストラのためのエレクトリック・ベース協奏曲 (2007)
- オーケストラのための演奏会用序曲ヴィンターフェスト (2007)[1]
- オーケストラのためのシンフォニア・コンチェルタンテ (2009)
- チェロとオーケストラのためのチェロ協奏曲作品二番 (2010)

### 合唱曲
- 五声のためのアイズ・オブ・ア・チャイルド (1999)
- ソプラノ、混声合唱とピアノのためのヒムラー・アヴ・ジュパステ・グラッジェ (2007)
- ソプラノ、メッゾ、アルト、混声合唱、弦楽八重奏、ギターと六手のピアノのためのエンファルディガ・レン (2009)
- チェロ、男声合唱とジャズ・トリオのためのドレミ (2009)

### 室内楽
- ソプラノ、テノール、ナレーター、クラリネット、バスーン、ヴァイオリン、コントラバスとパーカッションのためのヴィンタームジク (1980)
- チェロとシティ・サウンズのためのスルッセン(水門) (1994)
- ソプラノ・サクソフォーンとチェロのためのオフ・ピスト (1996)
- ヴァイオリン、チェロとドラムスのためのπ (pi) (2006)
- チェロとピアノのためのサラバンデ・メタモルフォーゼ (2007)
- クラリネット、チェロとピアノのためのアレグロ・モデラート (2007)
- ヴァイオリン、ヴィオラと二台のチェロのためのカルテット (2007)
- チェロとピアノのためのエッケンシー (2008)
- チェロ組曲 (2008)
- ヴァイオリン・ソナタ (2009)

## ディスコグラフィー
(抜粋)

### リーダー作品
- Enkidu (1997) composer, cello, celtar, double bass
- 21st Century Swedish Composers - Concertos by Henryson, Nelson, Högberg (2001) composer, cello

### その他アーティスト

#### クラシック
- Tjajkovskij - オスロ・フィルハーモニー管弦楽団/マリス・ヤンソンス (1984) double bass
- Mozart - ノルウェー室内管弦楽団/アイオナ・ブラウン (1988) double bass
- Mozart/Britten/Tchaikovsky	- ノルウェー室内管弦楽団/アイオナ・ブラウン (1988) double bass
- Britten - ノルウェー室内管弦楽団/アイオナ・ブラウン (1991) double bass, cello
- Midvinter - ミカエル・サムエルソン (1996) composer, cello, celtar
- Home for Christmas - アンネ・ゾフィー・フォン・オッター (1999) arranger, cello, double bass, celtar
- Hymn For Life - Anders Paulsson (2004) double bass

#### ヘヴィ・メタル
- Eclipse - イングヴェイ・マルムスティーン (1990) electric bass, double bass
- Fire & Ice - イングヴェイ・マルムスティーン (1991) electric bass, cello, double bass
- Guitars that rule the world (1991) electric bass
- Crisis vs crisis - Glory (1994) electric bass, double bass, cello
- Pounds - Mental Hippie Blood (1994) cello
- Live and learn - Brazen Abbot (1995) electric bass
- Lint - House of Shakira (1997) cello
- Fall From Grace - Lion's Share (1999) cello

#### ジャズ
- Sol Niger Within - Fredrik Thordendal (1993) electric bass
- Amazing Orchestra - Thomas Jäderlund (1994) cello, composer
- Stoneheater - Erik Weissglas (1994) composer, electric bass, double bass, cello
- With a little help from my friends - Mats Bergström (1994) electric bass
- On a Friday - Putte Wickman (1995) double bass
- The spirit of milvus milvus - Christer Bothén (1996) double bass
- Kyanos - Jon Balke's Magnetic North Orchestra (2000) cello, composer
- Seafarer's Song - Ketil Bjørnstad (2003) cello
- Ten Easy Pieces - Morten Halle Trio (2004) cello
- Waiting For Atonesjka - Krister Jonsson Trio + Svante Henryson (2004) composer, cello
- Factotum - Kristin Asbjørnsen (2004) cello
- Attitude & Orbit Control - Jeanette Lindström (2009) cello

#### ポップス
- Äntligen på väg - Ted Gärdestad (1994) electric bass
- Uno - Uno Svenningsson (1994) cello
- Andas fritt - Irma Schultz (1995) electric bass
- Möss & människor - Uno Svenningsson (1998) cello
- For the Stars - アンネ・ゾフィー・フォン・オッター/エルヴィス・コステロ (2000) composer, cello, double bass, electric bass
- Commonly Unique - The Real Group (2000) composer
- Janina - Janina (2005) cello
- I Let The Music Speak - アンネ・ゾフィー・フォン・オッター (2005) arranger, double bass
- Sleepwalkers Lament - Lesli (2008) cello
- The Night Shines Like the Day - Kristin Asbjørnsen (2008) cello, electric bass
- Red - Randi Tytingvåg (2009) cello

#### ロック
- Mellan sol och måne - Janne Schaffer (1993) electric bass
- Av ren lust - Janne Schaffer (1993) electric bass
- Shine on	- Kee Marcello (1995) electric bass, double bass
- A place to call home - ジョーイ・テンペスト (1995) electric bass
- Under my skin - Jack Mittleman (1995) cello
- Closer - Blom & Petrén (1996) cello
- Happymandontkill - ミカエル・リックフォース (1997) cello
- Demolition - ライアン・アダムス (2002) cello

#### ワールド・ミュージック
- Por donde me lleva el ritmo - Erik Steen Flamenco Fusion (1991) composer, cello, electric bass
- Ohcan - Giron (1993) electric bass
- Ealát - Giron (1993) composer, electric bass
- Entre atardecer y amanecer	- Erik Steen Flamenco Fusion (1995) composer, cello
- yellow - HaLo (2000) cello
- Simon Issát Marainen (2007) electric bass, cello

## 参照
1. ↑  Financial Times, Feb 19, 2008 "Wonderland in dead of winter"